# Waje
Aituaje Iruobe (sinh ngày 1 tháng 9), được biết đến với cái tên Waje (một từ viết tắt của "Words is not just enough"), là một ca sĩ Nigeria có giọng hát cao đến ba quãng tám. Cô đã tham gia vào bản phối lại của "Omoge Mi" của P-Square và lồng tiếng cho giọng nữ trong ca khúc hit "Do Me" năm 2008. Cô cũng xuất hiện trong "Thief My Kele" của Banky W và "One Naira" của MI. Trong năm 2016, cô là một trong bốn giám khảo trong mùa giải đầu tiên của The Voice Nigeria.

## Cuộc đời
Waje sinh ra ở Akure, bang Ondo ở Nigeria sau đó chuyển đến thành phố Benin, bang Edo và được cha mẹ nuôi dạy. Cô là đứa con đầu của gia đình. Cha mẹ cô đã ly hôn khi cô còn trẻ, và cô sớm phải vượt qua những tình huống khó khăn.
Waje đã tham dự Nhóm Tin Lành của các Trường và gia nhập dàn hợp xướng. Đức Tổng Giám mục Benson khá ấn tượng với khả năng ca hát của cô và quyết định giúp cô trong suốt cả thời trung học. Sau đó cô chuyển đến Nsukka để nhận bằng cử nhân xã hội tại Đại học Nigeria. Trong những năm học của mình, Waje tập trung vào các sản phẩm âm nhạc của mình như các buổi hòa nhạc và học bổng. Cô lắng nghe và học hỏi từ những người cố vấn của mình như Whitney Houston và Aretha Franklin để cải thiện âm nhạc của cô.

## Nghề nghiệp

### Ca sĩ
Âm vực của Waje đạt đến ba quãng tám. Cô đã từng ca hát trong nhà thờ như một phụ nữ trẻ có tình yêu dành cho nhân loại, điều này đã dẫn cô đến việc nghiên cứu công tác xã hội tại Đại học Nigeria, Nsukka (UNN). Làm việc rất hiệu quả trong khi ở trường, Waje đã làm việc bán thời gian trong ngành du lịch. Tuy nhiên, cô vẫn tin rằng cô có thể chạm đến nhiều điều hơn với tài năng ca hát của mình. Điều này đã giúp cô tập trung vào tình yêu âm nhạc đầu tiên của mình. Năm 2007, Waje quyết định thực hiện bước tiếp theo và khởi động sự nghiệp âm nhạc của mình. Lúc ấy cô vẫn là một sinh viên và kiếm tiền bằng cách thực hiện rất nhiều chương trình miễn phí và biểu diễn, hát ở mọi cơ hội nhất định.
Sau khi thành công video tháng 11 năm 2014 với "Coco Baby", vào tháng 8 năm 2015, cô phát hành đĩa đơn có tựa đề "Left For Good" với Patoranking và Godwin Strings.
Waje đã nhấn mạnh ca khúc "Strong girl" là bài hát chủ đề cho "Chiến dịch Nghèo đói là phân biệt Giới tính" của Chiến dịch ONE vào năm 2015 và cũng đã gia nhập Bono ở Lagos, Nigeria cho chiến dịch Lagos vào năm 2015.
Waje là một trong những giám khảo cho The Voice Nigeria. 

### Diễn viên
Waje cũng đã xuất hiện lần đầu trong bộ phim có tên là Tunnel, với Femi Jacobs, Patrick Doyle, Nse- Etm, Lepacious Bose và những người khác. Đây là một bộ phim truyền hình Nigeria năm 2014 do đạo diễn Stanlee Ohikhuare đạo diễn, là câu chuyện về cuộc đời, cuộc hành trình của một mục sư trẻ.

## Đời tư
Waje là mẹ đơn thân.
Em gái của cô, Amaka Iruobe là một nữ diễn viên đã có một số phần trong vở opera nổi tiếng Tinsel và bộ phim First Cut.
Waje đã làm việc với các bạn trẻ trong cộng đồng của mình thông qua một tổ chức "Waje's Safe House", nơi cô hợp tác với các tổ chức phi chính phủ khác hàng quý để giúp chiến đấu vì mục đích của họ. Dự án đầu tiên được hỗ trợ theo Waje's Safe House là Sáng kiến Phát triển Tâm thần và Môi trường cho Trẻ em.